# 桜井彩
桜井 彩（さくらい あや、1989年2月24日 - ）は、日本の元AV女優。

## 略歴
2011年6月22日の「SOD宣伝プロモーション部ログ」で、SODクリエイト宣伝プロモーション部の新入社員として登場。同年7月から『SOD女子社員のお仕事ですよ』（エンタ!959）にMCとして出演。
2012年2月、SOD社員のままAVデビュー。
2014年4月をもってSODを退社し、同年6月よりエスワン専属女優となる。移籍理由として、広報職としてセルビデオ店を回っていてエスワン作品の宣伝広報が丁寧で、女優さんたちが輝いて見えたことを挙げている。
所属事務所はロータスグループだったが、グループの解散・再編によりファンスタープロモーション所属となる。
2015年6月、新生となったアイドルユニット「PINKEY」のメンバーとなるが、約半年後の2016年1月に脱退。
2016年8月をもってエスワン専属を離れ、企画単体女優となる。
2017年から歌舞伎町のAV女優専門キャバクラ「月乃姫（かぐや）」に在籍。
2019年12月7日、公式ツイッターでAV引退を表明。
2020年2月、“桜井彩引退プロジェクト”としてクラウドファンディングで写真集を制作することを発表。
2020年5月8日、引退作が発売。最後の作品はSODクリエイトの「SOD Star」レーベルから発売され、社員時代にPRを担当した紗倉まなからメッセージが寄せられた。

## 人物
東京都出身。
趣味は、テニス・ピアノ・ハロプロのコンサートDVD鑑賞。
好きなお酒は「魔王」。
アダルトビデオを見て子作りを学んだ両親から生まれた自称“アダルトビデオの申し子”。
引退のきっかけは30歳の節目でアダルト業界とは別の夢を追いかけたくなったため。

## 出演作品

### アダルトDVD
- 出演を拒否し続ける“可愛いすぎる!!”と話題のSOD新人女子社員 宣伝部 桜井彩 ユーザー様からの『こんな姿が見たい!!』の声にお応えする為に、桜井にはナイショで業務中の恥ずかしすぎる姿を（秘）ドッキリ撮影!! 勝手に緊急発売!!（1月19日、SODクリエイト）
- “可愛すぎる!!”と話題のSOD新人女子社員 宣伝部 桜井彩 AV出演(デビュー)!!（2月23日、SODクリエイト）
- “可愛すぎる!!”と話題のSOD新人女子社員 宣伝部 桜井彩 SOD超人気企画フルコースでユーザー様を濃厚御接待SP（5月26日、SODクリエイト）
- “可愛すぎる!!”と話題のSOD新人女子社員 宣伝部 桜井彩 SOD社内で業務中 いつでもどこでもユーザー様のリクエストに笑顔でお応えいたします!!（6月21日、SODクリエイト）
- “可愛すぎる!!”と話題のSOD女子社員 宣伝部 桜井彩 SOFT ON DEMAND 創業以来の超巨大プロジェクト DVD 鑑賞が100倍気持良くなる特製グッズを開発せよ!!&桜井彩がオナニーのお手伝いしてあげる（7月19日、SODクリエイト）
- “可愛すぎる!!”と話題のSOD女子社員 宣伝部 桜井彩 超高級ソープ嬢に挑戦!!（9月20日、SODクリエイト）共演:星野瞳
- 2012年度 ソフト・オン・デマンド 社内健康診断（9月20日、SODクリエイト）他出演:星野恵、今井祥子、加藤優香、藤堂椿、横谷れな、大村楓、吉行雪子、岡江奈津美、望月京子、春田玲子、小谷美代、宮崎まゆ、花井夕、水谷静香、只野詩織、真中聡子、牧絵里子、泉のぞみ、西川智子、小嶋優子、吉田有里香、石嶺里香、野々宮あかり、有田ひかる、松尾恵子
- “可愛すぎる!!”と話題のSOD女子社員 宣伝部 桜井彩 と〜っても濃くて、超ベットリのザーメン はじめての顔射 に挑戦!! 顔射 初体験!!（10月18日、SODクリエイト）
- “可愛すぎる!!”と話題のSOD女子社員 宣伝部 桜井彩 マジイキッ!! 本気SEX×5をハメられながら完全実況生中継しちゃいます!!（11月22日、SODクリエイト）
- “可愛すぎる!!”と話題のSOD女子社員 宣伝部 桜井彩×マジックミラー号 出張ファン感謝祭 本格コスプレから、まさかの童貞筆下ろしまで初体験 てんこ盛りSP（12月20日、SODクリエイト）
- 新感覚!目と耳で貴方を欲情させる淫語の嵐 「淫字語しようよ!」 SOD STARS SUPER SPECIAL（12月20日、SODクリエイト）他出演:椎名理紗、麻生希、紗倉まな

- SOFT ON DEMAND 18周年記念BOX（1月1日、SODクリエイト）※総集編、『SOD女子社員DISC』収録の撮り下ろしコーナー「桜井のSODラブホテル体験」に出演
- 応募総数1万通を超える羞恥企画に、SOD女子社員がカラダを張ってお応えします! 2013年新春 ユーザーリクエスト赤面大公開SPECIAL!!（1月24日、SODクリエイト）他出演:吉川美南、清水葵、白石みその、神部遥、青井美里、松本瞳、宮崎さくら、立川優梨、畑中すず、磯野陽子、佐藤恵理、高橋朋絵
- “可愛すぎる!!”話題のSOD女子社員 宣伝部 桜井彩 今回の業務内容 既婚者ユーザー様のご自宅にお邪魔して奥さんにバレないようにこっそりSEX 心臓止まるほどのドキドキで感度3倍!! オマ○コ濡れっぱなし!!（1月24日、SODクリエイト）
- “可愛すぎる!!”と話題のSOD女子社員 宣伝部 桜井彩 Debut 1周年 超記念 作品集 SOD女子社員 桜井彩 The Best 8時間SP（2月21日、SODクリエイト）※ベスト盤
- “可愛すぎる!!”と話題のSOD女子社員 宣伝部 桜井彩 今回の業務内容 桜井彩をじっくり見つめていたい!!というユーザー様のご要望にお応えしました。 桜井彩特別企画作品 完全主観映像で24時間ずっと一緒 桜井彩と新婚夫婦生活してみませんか?（4月25日、SODクリエイト）
- “可愛すぎる!!”と話題のSOD女子社員 宣伝部 桜井彩 性欲発情 濃密 完全燃焼SEX×5（6月20日、SODクリエイト）
- “可愛すぎる!!”と話題のSOD女子社員 宣伝部 桜井彩 とイクっ!! どんなリクエストも叶っちゃう!? 夢の混浴温泉バスツアー（8月2日、SODクリエイト）
- “可愛すぎる!!”と話題のSOD女子社員 宣伝部 桜井彩 痴漢対策研修（10月10日、SODクリエイト）
- 第29回 SOD女子社員 ガチンコ童貞ユーザー様×社内筆おろし王様ゲーム（10月24日、SODクリエイト）他出演:阿部美沙、桜木優、原伊織、角田夏帆、鈴木絵美里
- “可愛すぎる!!”と話題のSOD女子社員 宣伝部 桜井彩 ほろ酔い接待（12月5日、SODクリエイト）
- SOD女子社員 他部署で評判のウブで可愛い入社1年目の新卒3名が大抜擢!! 宣伝部 桜井彩（さくらいあや）×宣伝部 浅野えみ（あさのえみ）×元制作部 原波瑠（はらはる）×元総務部 河田結衣（かわだゆい）×元経理部 坂上茜（さかがみあかね） 「初めまして、私達が新しいSOD宣伝部です」 SOD看板娘 Vol.1（12月19日、SODクリエイト）共演:浅野えみ、原波瑠、河田結衣、坂上茜

- “可愛すぎる!!”と話題のSOD女子社員 宣伝部 桜井彩 「初出演から2周年!!」ユーザー様への感謝を込めて… SOD本社開店!? おもてなし風俗フルコース 220分SP（2月6日、SODクリエイト）
- SOD女子社員 桜井彩 卒業 一身上の都合により…退社いたします。（4月10日、SODクリエイト）
- 転職NO.1STYLE 桜井彩 エスワンデビュー（6月19日、エスワン）
- 巨根ズボズボ（7月19日、エスワン）
- 交わる体液、濃密セックス（8月19日、エスワン）
- 断りきれない性格で何でも聞いちゃう老人介護士（9月19日、エスワン）
- 秘密捜査官の女 －ダブル・フェイス－裏切りのエージェント－（10月19日、エスワン）
- 超高級風俗嬢（11月19日、エスワン）
- 美乳がポロリ（12月19日、エスワン）

- わたし、犯されにゆきます。 〜弟想いの美しき姉編〜（1月19日、エスワン）
- 桜井彩がイクときの絶叫（2月19日、エスワン）
- イラマチオ奴隷志願 上司に媚を売ってるだけのダメOLは、優秀な肉便器（3月19日、エスワン）
- 生保レディの枕営業（4月19日、エスワン）
- 下着モデルをさせられて（5月19日、エスワン）
- 桜井彩 S1ギリモザ 8時間ベスト Vol.1 （6月7日、エスワン）※ベスト盤
- おま○こ、くぱぁ。（7月19日、エスワン）
- 宴会コンパニオン。（8月19日、エスワン）
- いいなり公然わいせつ（9月19日、エスワン）
- 交わる体液、濃密セックス 人目もはばからず熱い結合編（10月19日、エスワン）
- ポルチオ開発されたあの日から…（11月19日、エスワン）
- スーパーボディWキャスト（12月19日、エスワン）共演:椿あいの

- 中から出てくる白濁汁（1月19日、エスワン）
- 中年男のねっちょり熟練セックスで、朝から晩までハメまくり、メロメロにされた桜井彩 （2月19日、エスワン）
- S1ファン感謝祭 射精我慢できたら即ガチSEX! 桜井彩が本物素人さんとヤリまくり20本番（3月19日、エスワン）
- 無意識のうちに胸を押し当てる巨乳お姉さんがけしからん（4月19日、エスワン）
- 解禁 真正生中出し（5月19日、エスワン）
- 無意識に男を挑発する着衣巨乳（6月19日、エスワン）
- 完全固定されて身動きが取れない桜井彩 腰がガクガク砕けるまでイッてもイッても止めない無限ピストンSEX（7月19日、エスワン）
- 超遅漏チ●ポ10本を連続射精させてくれるフィニッシュ体位と竿いじり（8月7日、エスワン）
- ド痴女だらけ強制24射精 痴女ハーレム楽園 〜男潮吹き・中出し・6回戦サービス有り贅沢240分〜（9月1日、痴女ヘブン）共演:里美ゆりあ、佐々木あき、南まゆ　※AV OPEN 2016 女優部門エントリー作品
- ひたすら絶頂 ひたすらシリーズ No.005（10月7日、プレステージ）
- 新・絶対的美少女、お貸しします。 62（11月4日、プレステージ）
- 桜井彩 エスワン 12時間BEST（11月25日、エスワン）※ベスト盤
- M男クンのアパートの鍵、貸します。（12月2日、ワープエンタテインメント）
- 話題沸騰!! 中出しのできるおもてなしハーレムカフェ（12月23日、BAZOOKA）共演:北川エリカ、幸田ユマ、卯水咲流

- 時間無制限!発射無制限!M男専用 超高級中出し淫語ソープ（1月1日、痴女ヘブン）
- 俺の嫁を抱かせてやるからお前の嫁も抱かせてくれないか?（1月7日、MOODYZ）共演:本田岬
- 軟派即日セックス Aさん(27歳)焼肉屋店員（1月13日、S級素人）※「Aさん」名義
- ノーパンノーブラ誘惑女教師 〜極上S級ボディ編〜（1月19日、プレミアム）
- 彼女のお姉さんは巨乳と中出しOKで僕を誘惑（1月19日、OPPAI）
- 欲求不満な団地妻と孕ませオヤジの汗だく濃厚中出し不倫（1月25日、溜池ゴロー）
- 誘惑のおもらしインストラクター（1月25日、セレブの友）
- 友人の母親（2月1日、ヴィーナス）
- 夫の実家で起こった悲劇（2月2日、グローリークエスト）
- THE巨乳女教師（2月3日、ドリームチケット）
- 焦らして焦らして契約をとる寸止め性保レディ 6（2月10日、BAZOOKA）他出演:笹倉杏、卯水咲流、幸田ユマ、羽生ありさ
- 「中に出して…夫と子供には内緒」 自宅で愚痴聞き屋に中出しセックスをせがむ美人人妻たち 17（2月10日、S級素人）他出演:あけみみう、本多由奈
- 淫ら義母の誘惑 7（2月13日、セレブの友）
- ラグジュTV×PRESTIGE PREMIUM 05（2月24日、プレステージ）※「吉川愛」名義　他出演:菅田聡美、河原優子、宮藤さくら、いちか、佐藤和沙、中野結衣、中川遥、二宮梓、唯川みさき
- デカチンのせいでチ○コのポジションが定まらない僕は無意識にポジションを整える癖を義母さんに気づかれてしまい怒られるかと焦ったが『お父さんより立派ね』とヨダレをたらして欲情しはじめた。（3月7日、ヴィーナス）
- 中年のねちっこいSEX 3（3月13日、セレブの友）
- 夢を応援してくれる女教師がDQN達に輪姦されるのをビビッて救い出せないボク…（3月19日、プレミアム）
- キャットラバーズ（4月13日、ダスッ!）
- 妻失格 5（4月13日、セレブの友）
- 素人ナンパ!! とりあえず素股までが間違えてチ●ポがズボリッ!! オール人妻スペシャル!!（4月14日、S級素人）他出演:通野未帆、本多由奈
- 「あっ!ナマで入っちゃった!」 凄テクオイル素股でチ○ポをマ○コに擦りつけてたら思わずフル勃起からの生挿入! 本番禁止のはずなのに生中出しSEXまでしちゃった4人の爆乳美人デリヘル嬢（4月20日、グローリークエスト）他出演:若槻みづな、斉藤みゆ、岡沢リナ
- ROCKET9周年記念作品 女子アナに顔射! 本汁40発ぶっかけ春の祭典SP（4月20日、ROCKET）
- 唾液がねっとり絡みつく 濃密吸引フェラチオサロン（4月25日、Fitch）
- 淫乱義母の息子喰い 2人きりになると発情ケダモノ性交（5月1日、溜池ゴロー）
- 禁欲10日目の媚薬 8（5月13日、セレブの友）
- ボンデージガール Hカップ痙攣絶頂SEX（5月25日、BeFree）
- 変態すぎるド素人娘スペシャル 6（5月26日、S級素人）他出演:早乙女夏菜、新井梓、琴羽雫、篠崎みお
- 父が出かけて2秒でセックスする母と息子（6月1日、ヴィーナス）
- 「オレのほうが絶対気持ちいいに決まってる!」 同居し始めた息子と優しいデカ乳嫁との淡白なSEXを見て対抗心芽生えた義父が果てる息子を横目に強制生挿入! 憧れの柔らかなオッパイを本能のままに堪能! 旦那では味わえない激ピストンに悶絶絶頂する嫁に何度も中出し!（6月9日、V&R PRODUCE）他出演:若槻みづな、高城彩、成海さやか
- 超高級中出し専門ソープ（6月13日、MOODYZ）
- レズカップルのSEXに放り込まれたボク（6月13日、ワンズファクトリー）共演:小西悠
- 上京した義父のチ○ポと相性が良すぎて、滞在中の三日間ずっと中出し性交（6月13日、溜池ゴロー）
- Twit○erで募集したファンの要望を撮影してみた 6（6月14日、セレブの友）
- チ○ポ大好き女教師の強制連射手コキ拷問（6月19日、MOODYZ）
- 婚約者がいるのに誘惑おしゃぶり女教師（6月19日、プレミアム）
- 7日間ずっと誘惑し続ける濡れ透け痴女（6月19日、Fitch）
- 最高のカラダVS中年オヤジねっとり絡みつきSEX（7月1日、痴女ヘブン）
- 女教師孕ませ痙攣中出し痴漢（7月7日、MOODYZ）
- マジックミラー便 特別企画! 人気AV女優×童貞男子 桜井彩が生まれて初めての童貞逆ナンパで童貞男子学生とMM便の中で2人っきり♥ 美人な痴女お姉さん女優の凄テクに10分間耐えられたら念願の生中出し筆おろし!!（7月7日、ディープス）
- 近親［無言］相姦 隣にお父さんがいるのよ…（7月7日、ヴィーナス）
- 透明人間 憧れの女と勝手に同棲（7月13日、ワンズファクトリー）
- エビ反り逆噴射 絶頂中出しエステ（7月25日、プレミアム）
- はだかの主婦 川崎市在住(28) 桜井彩（8月1日、プラネットプラス）
- 旦那に隠れて意を決して買った電マで初オナニーにふける敏感なご無沙汰巨乳妻! 何度もイキまくる姿を見た義父がまさかのフル勃起! 憧れのデカ乳を激しく揺さぶりながら何度も中出し!（8月11日、V&R PRODUCE）他出演:小川桃果、日比乃さとみ、高城彩
- 自分の身体を使用して100％孕ませる方法を教え込む子作り専門インストラクター（8月13日、ワンズファクトリー）
- CFNM 着衣の極意（8月13日、AVS Collector's）
- 桜井彩がアナタのセンズリ完全サポート!（8月13日、セレブの友）
- 総合婦人肌着メーカーワコスケ（9月1日、AVS Collector's）※AV OPEN 2017 フェチ部門エントリー作品
- Hカップの綺麗なお姉さん彩さんは、セクハラされまくりのお料理教室講師 (9月13日、AVS Collector's) 共演:二宮和香
- 僕のペットの義母 9（9月13日、セレブの友）
- もしも…桜井彩が○○だったら…。（10月1日、プラネットプラス）
- 背徳NTRの気鋭 同人作家 あらくれ原作 妻とチャラ男が消えたNTRベッドルーム（10月19日、マドンナ）
- 120%リアルガチ軟派伝説 vol.53 in 名古屋（10月20日、プレステージ）※「さおり」名義　他出演:まなつ、あやか、ゆうり、ひでみ
- 僕の寝取られ話しを聞いてほしい 超おカタい性格だったのに意外にもゲスな男のチ○ポに快楽堕ちで寝取られた妻 (10月25日、JET映像)
- SEXの逸材。 VOL.05 ドスケベ素人の衝撃的試し撮り 性癖をこじらせてプレステージに自らやって来た本物素人さん達の顛末。（11月17日、プレステージ）他出演:永井みひな、水奈まい、桐嶋りの
- 発射後にさらに気持ち良い! 競泳水着アスリートボディ痴女ソープ（11月25日、MOODYZ）
- 妄想アイテム究極進化シリーズ 真・時間が止まる腕時計 パート9 黒パンストOL限定! SEXマネキンチャレンジ編（12月7日、ROCKET）共演:三原ほのか、北川エリカ、卯水咲流、橋下まこ、瀬乃ひなた、愛里るい
- 妊娠するまで一生監禁!! 無理やり強制中出し痴女（12月13日、本中）
- 淫語応援でドクドク発射! マッスル中出しチアガール（12月13日、ワンズファクトリー）

- 桜井彩 まるごと完全収録 1164分 BEST（1月14日、セレブの友）※ベスト盤
- AV女優 裸コレクション 第七弾（3月9日、V&R PRODUCE）他出演:霧島さくら、澁谷果歩、塚田詩織、夏乃ひまわり、北川ゆず、小谷みのり、森はるら、心花ゆら、水澤りこ、星咲伶美、成澤ひなみ、桐島美奈子、高城彩、児玉るみ、小鳥遊まゆ、成海さやか、里美まゆ、瀧本まい、桂希ゆに
- 桜井彩 8時間BEST（5月1日、MOODYZ）※ベスト盤
- 魅惑のおっぱい奴隷 03 玩具責め/巨乳レズ/巨乳大量ぶっかけ/快圧パイズリ/巨乳陵辱中出し性交/巨乳激揺れ顔射4P（6月15日、MAD）共演:風間リナ
- ヒロイン徹底凌辱 04 美しき勇者もーれつ仮面（6月22日、GIGA）
- 見せつけ、クネる、悶える、欲しがる、美脚オナニスト 4（8月25日、AVS Collector'S）他出演:八乃つばさ、君島みお、香苗レノン、優月まりな、かなで自由、斉藤みゆ、北川エリカ、清城ゆき、卯水咲流、逢沢るる、一条リオン、夏樹まりな、咲坂花恋、三島奈津子、通野未帆、二階堂ゆり
- 完全恋人主観 イチャラブ中出しデート（9月6日、MILK）※出演・監督作品

- ハワイアンメンズエステ ロミロミマッサージ店 2（5月10日、MAGIC）他出演:阿部乃みく、浜崎真緒
- 失禁オフィスレディー 〜おもらし商事の日常〜（7月11日、レイディックス）他出演:川菜美鈴、成宮いろは、赤渕蓮、いおん
- 威圧系 淫語責め唾吐き痴女（7月11日、レイディックス）

- 2枚組7時間 引退 “可愛すぎる!!”と話題になった元SOD女子社員宣伝部 桜井彩がSOD凱旋 これが最初で最後1本限りのSODstar（5月8日、SODクリエイト）

### VR
- 生中出し スリル満点 漫喫でラブイチャSEX&フェラ（2017年8月1日、ブイワンVR）※VR-1グランプリ（2017） エントリー作品
- 熱のこもった車内で年下男の他人棒をバレないようにガッツリ貪る羞恥にまみれたカーセックス不倫（2018年1月19日、ワープエンタテインメント）
- 酔いつぶれた同僚（2018年1月26日、ANNEX）
- 生中出し スリル満点 漫喫でラブイチャSEX 2（2018年2月10日、ブイワンVR）

### イメージDVD
- Aya 真夏に咲くHなサクラ（2014年9月4日、グラッツコーポレーション）
- ボクの奥さんは桜井彩（2014年12月25日、GARDEN）
- ヘアーヌード 〜セクシー女優10人のオナニー〜（2017年1月26日、スパークビジョン）他出演:初美沙希、蓮実クレア、涼川絢音、美咲かんな、相澤ゆりな、水沢のの、推川ゆうり、倉多まお、西川ゆい
- ヘアーヌード 〜セクシー女優10人のフェラ顔〜（2017年1月26日、スパークビジョン）他出演:初美沙希、蓮実クレア、涼川絢音、美咲かんな、相澤ゆりな、水沢のの、推川ゆうり、倉多まお、西川ゆい

### Vシネマ
- デコ軽トラッカー杏奈（2014年11月7日、オールインエンタテインメント） - 「杏奈」役（主演）

## テレビ
- SOD女子社員のお仕事ですよ　#1 - #33（2011年7月 - 2014年3月、エンタ!959）

## WEB
- Marks group×Lotus group Presents オールスターAV女優ここに集結! エロ汁ブシャームラムラ祭り（2014年5月30日、ニコニコ生放送）共演:阿部乃みく、有村千佳、羽月希、かすみ果穂、さとう遥希、初美沙希、安田理央
- スパローズのギリギリアウツ!?（2014年11月6日 ほか、ニコジョッキー）

## 舞台
- SHINOBU'S BRAIN IN THE SOUP BOMB 「DRUG STORE」（2013年1月7日 - 14日、吉祥寺シアター）

## 電子書籍

### デジタル写真集
- ヘアーヌード 〜無修正・元女子社員・90cmHカップ〜（2019年8月21日、スパークビジョン）

## 書籍

### 雑誌
- 月刊DMM 2014年7月号（ジーオーティー） - インタビュー
- メガベッピン 2014年8月号（ジーオーティー） - グラビア
- 月刊DMM 2014年9月号（ジーオーティー） - 表紙、グラビア
- 週刊大衆 2015年1月19日号（双葉社） - インタビュー「AV女優10人のスゴ技自慢」
- 週刊大衆 2015年2月9日号（双葉社） - グラビア「人気AV女優 美裸身デート」
- 実話大報 2015年3月号（ジーオーティー） - 表紙、グラビア、インタビュー
- アサヒカメラ 2016年1月号（朝日新聞出版） - グラビア「篠山紀信「館にてⅡ」」
- 週刊アサヒ芸能 2016年9月22日号（徳間書店） - グラビア「デコトラSEX」
- 週刊実話 2017年1月11日・18日合併号（日本ジャーナル出版） - インタビュー
- 月刊FANZA 2020年6月号（ジーオーティー） - インタビュー
- 月刊ソフト・オン・デマンド 2020年6月号 VOL.9（SOD publishing） - インタビュー
- 週刊実話 2020年5月21日号（日本ジャーナル出版） - インタビュー
- 週刊アサヒ芸能 2020年5月21日号（徳間書店） - インタビュー

## パチンコ
- CR豊丸とソフトオンデマンドの最新作（2017年1月、豊丸産業） - 「5」図柄